# Médaille du 20e anniversaire de l'Armée rouge des ouvriers et paysans
La médaille du « 20e anniversaire de l'Armée rouge des ouvriers et paysans » (en russe : Юбилейная медаль «XX лет Рабоче-Крестьянской Красной Армии») est une médaille commémorative militaire d'État de l'Union soviétique créée le 24 janvier 1938 par décret du Présidium du Soviet suprême de l'URSS pour marquer le vingtième anniversaire de la création des forces armées soviétiques.

## Statut
La médaille était décernée aux états-majors et commandants de l'Armée rouge des ouvriers et paysans et de la Marine qui, au 23 février 1938 (Jour du défenseur de la patrie), ont servi pendant 20 ans dans ses rangs, aux honorés pendant la guerre civile et la guerre pour la liberté et l'indépendance de la patrie dans les unités de l'Armée rouge et de la Marine des ouvriers et paysans ; ainsi qu'à ceux ayant reçu l'Ordre du Drapeau rouge pour leurs services distingués pendant la guerre civile.
Les soldats ayant opérés dans des unités et détachements de la Garde rouge et des guérilleros rouges « dans la lutte contre les ennemis du pouvoir soviétique entre 1917 et 1921 » sont éligibles à cette distinction.
La médaille était portée sur le côté gauche de la poitrine et en présence d'autres médailles de l'URSS, elle était située immédiatement après la médaille de l'exploitation du sous-sol et l'expansion du complexe pétrochimique de la Sibérie occidentale.

## Description

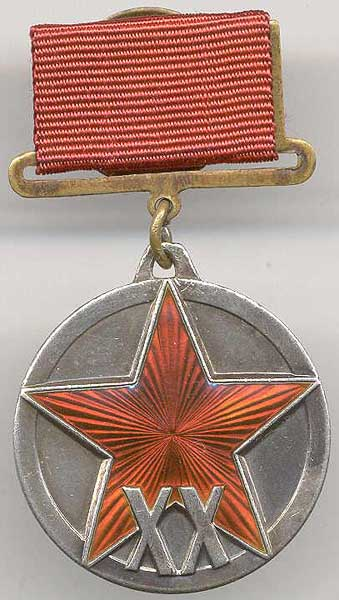
Variante originale 1938 à 1943 de la médaille du 20e anniversaire de l'Armée rouge des ouvriers et paysans.

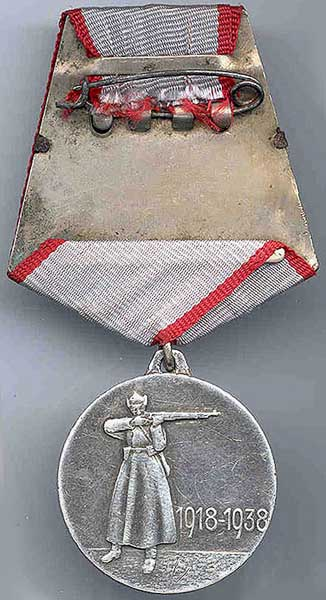
Dos de la médaille du 20e anniversaire de l'Armée rouge des ouvriers et paysans.

La médaille du 20e anniversaire de l'Armée rouge des ouvriers et paysans est une médaille circulaire en argent oxydé mat de 32 mm de diamètre avec un bord poli de 2,5 mm. Sur l'avers, il s'agit d'une grande étoile à cinq branches émaillée rouge à bord argenté, la pointe de chaque pointe atteignant le bord de la médaille ; en bas, posé sur le bord, en profond relief, le chiffre romain doré proéminent de 8 mm de haut « XX » remonte entre les rayons inférieurs de l'étoile pour la superposer sur 4 mm.
Sur le dos, il s'agit d'une image en haut-relief de 25 mm montrant un soldat de l'Armée rouge vêtu de l'uniforme d'hiver de la Garde rouge et tirant avec un fusil, en bas à droite du soldat est marqué les dates « 1918-1938 ».
Depuis sa création en 1938 jusqu'en 1943, la médaille était fixée par un anneau passant par la boucle de suspension de la médaille à une petite monture rectangulaire recouverte d'un ruban moiré de soie rouge. En 1943, cela fut remplacé par la monture pentagonale soviétique désormais standard, désormais recouverte d'un ruban gris moiré en soie de 24 mm de large avec une bande de bord rouge de 2 mm de chaque côté.

## Récipiendaires
De janvier 1938 à fin décembre 1940, 32 127 soldats furent récipiendaires de la médaille. Voici ci-dessous une liste partielle.
- Secrétaire général du Comité central du Parti communiste de toute l'Union (bolcheviks) Joseph Staline
- Maréchal de l'Union soviétique et ministre de la Défense Kliment Vorochilov
- Amiral de la flotte Nikolaï Kouznetsov
- Maréchal de l'Union soviétique Aleksandr Iegorov
- Maréchal de l'Union soviétique Andreï Ieremenko
- Colonel-général Iakov Tcherevitchenko
- Amiral Lev Galler (en)
- Général de division Vladimir Kirpichnikov
- Maréchal de l'aviation Fedor Falaleïev (en)
- Colonel-général Valerian Frolov
- Lieutenant-général Nikolaï Simoniak (en)
- Lieutenant-général Nikolaï Vachouguine (en)
- Maréchal de l'Union soviétique Gueorgui Joukov
- Maréchal de l'Union soviétique Semion Timochenko
- Maréchal de l'Union soviétique Vassili Tchouïkov
- Maréchal de l'Union soviétique Semion Boudienny
- Maréchal de l'Union soviétique Vassili Blücher
- Maréchal de l'Union soviétique Boris Chapochnikov
- Maréchal de l'Union soviétique Alexandre Vassilievski
- Maréchal de l'Union soviétique Ivan Koniev
- Maréchal de l'Union soviétique Leonid Govorov
- Maréchal de l'Union soviétique Constantin Rokossovski
- Maréchal de l'Union soviétique Rodion Malinovski
- Maréchal de l'Union soviétique Fiodor Tolboukhine
- Maréchal de l'Union soviétique Kirill Meretskov
- Maréchal de l'Union soviétique Vassili Sokolovski
- Maréchal de l'Union soviétique Andreï Gretchko
- Maréchal de l'Union soviétique Andreï Ieremenko
- Maréchal de l'Union soviétique Kirill Moskalenko
- Maréchal de l'Union soviétique Matveï Zakharov
- Amiral Arseni Golovko
- Amiral Vladimir Tribouts
- Amiral Gordeï Levchenko (en)
- Amiral Filipp Oktiabrski (en)
- Général d'armée Ivan Iefimovitch Petrov
- Major général Ivan Panfilov
- Maréchal de l'Union soviétique Pavel Batitski
- Général d'armée Ivan Tioulenev
- Contre-amiral Ivan Papanine